# モナーク航空
モナーク航空（モナークこうくう、英語: Monarch Airlines）はルートン空港に拠点を置いていたイギリスの航空会社であり、モナーク（英語: Monarch）という商号でも知られた。
地中海地域、カナリア諸島、キプロス、エジプト、ギリシャ、トルコの各都市へ向かう定期便やヨーロッパ、アメリカ合衆国、カリブ地方、インド、アフリカへ向かうチャーター便を運航していた。
2017年10月2日に経営破綻し、観光業等の関連会社を含め全ての業務を停止した。

## 概要
Globus Travel Group が所有し、本拠地はルートン、その他の拠点はバーミンガム、イースト・ミッドランズ、リーズ/ブラッドフォード、ガトウィック、マンチェスターである。モナークは創業時の社名を変更していない最古のイギリスの航空会社だった。従業員は約3000人である。
1967年にチャーター便専用航空会社として設立され、その後定期運行にも進出した。1960年代には東京国際空港にチャーター便の乗り入れを行ったこともある。その後、レイカー航空やヴァージン・アトランティック航空更にはイージージェットやライアンエアの成功に触発されて格安航空会社へと転換。予約はインターネットと電話のみ、機内食は有料にするなどサービスの徹底効率化を図りつつも、チャーター便の運航も継続した。
モナーク航空は2013年には同社としては最多の680万人の乗客（2012年比8%増）を輸送した。
2010年6月、同社は売上高の面でイギリスで最大の非公開会社 を集計するサンデー・タイムズ Top Track 100 で58位にランクされた。同社は United Kingdom Civil Aviation Authority (CAA) Type A Operating Licence を保有し、乗客、貨物、郵便を20席以上の航空機で輸送する許可を受けている。
2017年、経営破綻。11万人の旅行客が海外に取り残されることとなった。モナーク航空は、イギリス政府に対して旅行客を本国へ帰すための緊急措置を取るよう求め、結果的に政府は航空機の手配等で約6000万ポンドを負担することとなった。

## 所有権
モナーク航空はモナーク・ホールディングス (Monarch Holdings) の完全子会社であり、Globus Travel Group が100%所有する。2012年半ば時点で、Globus Travel の株主は以下の通りであった。
- Amerald Investments (88%)
- Atlantic Financial Services (7%)
- Abaco Holdings (4%)

## 保有機材

### 現役機材
2014年7月現在、モナークの保有機材は以下の通りである。
| 機種              | 合計 | 発注数 | 座席数 | 座席数 | 座席数 | 備考                               |
| 機種              | 合計 | 発注数 | W      | Y      | 合計   | 備考                               |
| ----------------- | ---- | ------ | ------ | ------ | ------ | ---------------------------------- |
| エアバスA300-600R | 2    | —      | —      | 361    | 361    | 退役済み、登録抹消待ち             |
| エアバスA320-200  | 10   | —      | —      | 174    | 174    |                                    |
| エアバスA321-200  | 27   | 2      | —      | 214    | 214    | Orders Due, 2015                   |
| エアバスA330-200  | 2    | —      | 51     | 323    | 374    |                                    |
| ボーイング757-200 | 3    | —      | —      | 229    | 229    | チャーター機。2014年末に退役予定。 |
| 合計              | 44   | 2      |        |        |        |                                    |

2014年7月、機材更新計画の一環としてボーイング737MAX30機を選定、同年10月に発注していた。

### 過去の機材
モナーク航空は過去に以下の機材も運用していた。
過去に保有していた機材
| 機種                       | 合計 | 運用期間  | 備考                                                                      |
| -------------------------- | ---- | --------- | ------------------------------------------------------------------------- |
| BAC 1-11 500               | 3    | 1974–1986 |                                                                           |
| ボーイング707-120B         | 4    | 1978–     |                                                                           |
| ボーイング707-320C         | 1    | 1981–     |                                                                           |
| ボーイング720B             | 7    | 1971–1981 |                                                                           |
| ボーイング737-200          | 6    | 1981–1987 |                                                                           |
| ボーイング737-300          | 12   | 1988–1997 | エアバスA320-200およびエアバスA321-200に置き換え                          |
| ボーイング767-300ER        | 1    | 2005–2010 | MyTravel から5年間リース                                                  |
| ブリストル ブリタニア 300  | 8    | 1967–1976 | 1機がダックスフォード飛行場で保存                                         |
| マクドネル・ダグラス DC-10 | 1    | 1996–2002 | コックピットのみManchester Airport Viewing Parkにて保存、Special Crew use |
| エアバスA300-600R          | 4    | 1991–2014 | 2機が登録抹消待ち                                                         |

## 統計
モナーク航空は2013年には680万人の乗客を輸送し、うち600万人が定期便を、80万人がチャーター便を利用した。
| 年                       | 定期便    | 定期便 | 定期便           | 定期便               | チャーター便 | チャーター便 | チャーター便     | チャーター便         | 全便      | 全便   | 全便             | 全便                 |
| 年                       | 乗客総数  | 総便数 | ロードファクター | 乗客数の前年比変動率 | 乗客総数     | 総便数       | ロードファクター | 乗客数の前年比変動率 | 乗客総数  | 総便数 | ロードファクター | 乗客数の前年比変動率 |
| ------------------------ | --------- | ------ | ---------------- | -------------------- | ------------ | ------------ | ---------------- | -------------------- | --------- | ------ | ---------------- | -------------------- |
| 2005                     | 2,558,218 | 16,473 | 74.1%            |                      | 2,794,378    | 12,773       | 87.7%            |                      | 5,352,596 | 29,246 | 82.5%            |                      |
| 2006                     | 3,134,230 | 19,834 | 76.2%            | 022.5%               | 2,654,004    | 12,422       | 86.3％           | 005.0%               | 5,788,234 | 32,256 | 82.0%            | 008.1%               |
| 2007                     | 3,625,732 | 22,443 | 78.9%            | 015.7%               | 2,521,233    | 11,849       | 85.9%            | 005.0%               | 6,146,965 | 34,292 | 82.6%            | 006.2%               |
| 2008                     | 3,870,298 | 23,158 | 81.0%            | 006.7%               | 2,630,528    | 12,449       | 86.1%            | 004.3%               | 6,500,826 | 35,607 | 83.6%            | 005.8%               |
| 2009                     | 3,668,528 | 21,581 | 81.3%            | 005.2%               | 2,453,557    | 12,598       | 85.8%            | 006.7%               | 6,122,085 | 34,179 | 83.6%            | 005.8%               |
| 2010                     | 3,691,355 | 20,640 | 84.6%            | 000.6%               | 2,103,347    | 10,576       | 85.9%            | 014.3%               | 5,794,702 | 31,216 | 85.2%            | 005.3%               |
| 2011                     | 4,541,172 | 24,468 | 85.6%            | 023.0%               | 1,391,291    | 7,660        | 80.9%            | 033.9%               | 5,932,463 | 32,128 | 84.1%            | 002.4%               |
| 2012                     | 5,355,252 | 29,112 | 87.7%            | 017.9%               | 00943,935    | 6,416        | 79.0%            | 032.2%               | 6,299,187 | 35,528 | 85.6%            | 006.2%               |
| 2013                     | 6,032,879 | 33,916 | 86.0%            | 012.7%               | 00788,789    | 4,505        | 80.6%            | 016.4%               | 6,821,668 | 38,421 | 85.1%            | 008.3%               |
| 出典：イギリス民間航空局 |           |        |                  |                      |              |              |                  |                      |           |        |                  |                      |

## 経営破綻
2017年10月2日、同社は経営破綻し観光業等の関連会社を含め全ての業務を停止した。民間航空会社の破綻としては英国史上最大とされる。発表が突然だったため、イギリスでは同社の出発便への搭乗予定者は空港に行かないようにウェブやツイッター等で急遽告知が為された。これによって販売済の搭乗予約30万件が同社側から一方的にキャンセルされ、推定75万人に影響が出た。また破綻時点で丁度イギリス国外に出ていて、向こう2週間以内に帰国予定だった旅行客11万人が帰国手段を突如失った。
イギリスの運輸当局はモナーク航空の顧客に追加負担なしで帰国の便を提供すると発表し、このため英国民間航空局(CAA)に対して30機を超える代替旅客機を手配するよう指示した。運輸大臣クリス・グレイリングはこれを「平時としては英国史上最大の本国帰還事業」と呼び、CAAのハットン議長は「事実上イギリス最大級の航空会社を急遽1から編成するようなもの」だとして、ある程度の混乱は避けられないと述べた。

## 受賞歴
- FlightOnTime.info Most Improved UK Charter Airline for Punctuality – 2007年夏[21]
- Travel Trade Gazette Airline of the Year – Leisure 2006年、2007年[22]
- TravelWeekly Globe Travel Awards – Best Charter Airline 2009年[23]、2010年[24]、2011年[25]
- World's greenest airline ITB Berlin travel show – The number 1 greenest airline 2011年[26]